# Volles Nest
Volles Nest ist eine Bezeichnung für eine Familienlebenszyklusphase, die in der Marktforschung für Familien mit Kindern verwendet wird.
Der Familien(-lebens-)zyklus sind dabei auf den Kriterien Familienstand, Alter und Anzahl der Kinder in einer Familie bzw. Haushalt aufgebaut. Dabei lässt sich das Volle Nest als Haushalt mit zwei Erwachsenen mit abhängigen Kindern zusammenfassen. Bei Eltern ab 35 Jahren wird auch von einem Verzögertem vollen Nest gesprochen. In der Phase des Vollen Nests fällt meist aufgrund der Geburt eines Kindes das Einkommen der Mutter weg und die Ausgaben steigen. Die Ausgaben bei Konsumgüter werden verstärkt durch den Bedarf der Kinder beeinflusst. das Nachfrageverhalten und dar Aufmerksamkeitsgrad des Haushaltes hat sich im Vergleich zu einem kinderlosen Haushalt verändert.
Weiter Detaillieren lässt sich die Phase durch eine Unterscheidung des Kindesalters. So lässt sich ein Haushalt mit Kindern unter 3 Jahren im Kaufverhalten einfacher durch Werbung beeinflussen und der Kauf von Kindermöbel und -spielzeug gewinnt an Relevanz. Bei Haushalten mit älteren Kindern wird der Werbeeinfluss geringer und der Fokus auf Markenkleidung für die Kinder steigt.
Diese Erkenntnisse werden in der Konsumentenforschung eingesetzt.